# لانگنزلبولد
شهر لانگنزلبولد (به آلمانی: Langenselbold) در ایالت هسن در کشور آلمان واقع شده‌است.